# Pontinus nematophthalmus

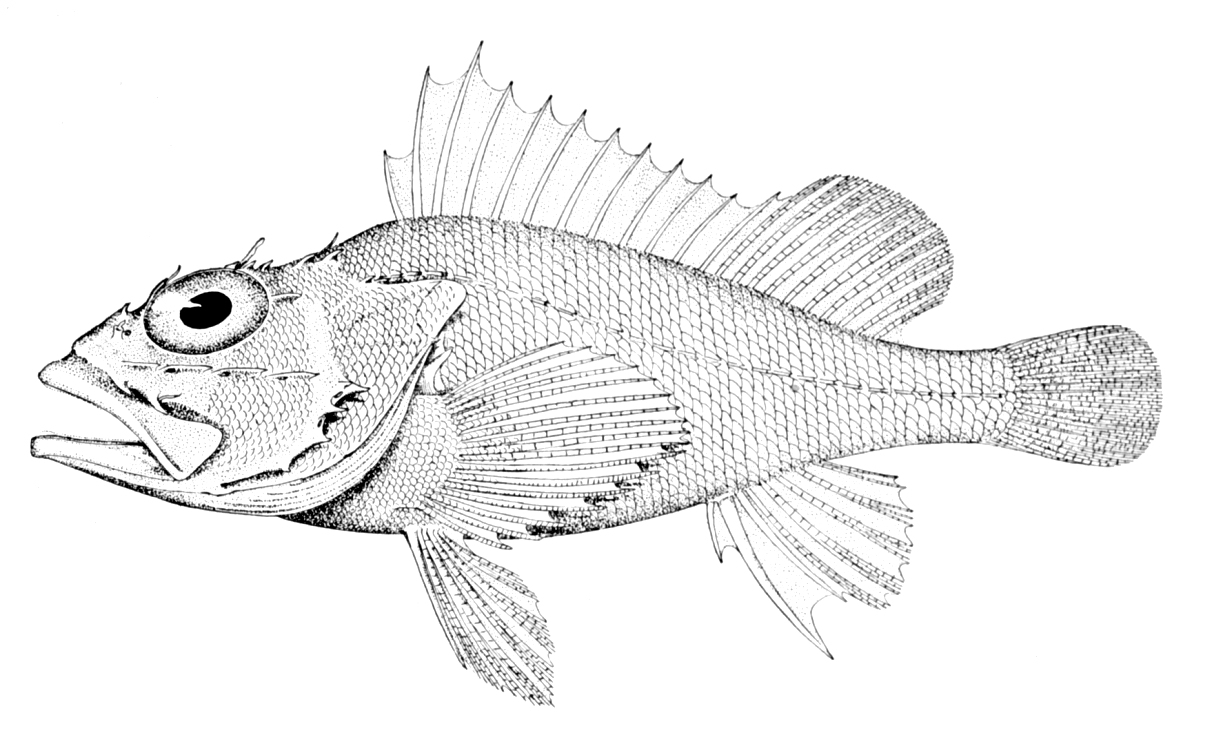
Pontinus nematophthalmus, illustrazione

Pontinus nematophthalmus (Günther, 1860) è un pesce osseo marino appartenente alla famiglia Scorpaenidae e alla sottofamiglia Scorpaeninae diffuso nell'oceano Atlantico occidentale.

## Descrizione
Presenta un corpo compresso lateralmente e dalla colorazone rossastra, irregolare; la lunghezza massima registrata è di 14 cm. Sulla testa sono presenti molte spine e al di sopra degli occhi può esserci un cirro. La pinna dorsale ha 12 raggi spiniformi, la pinna anale 3; la pinna caudale ha il margine arrotondato.

## Biologia

### Alimentazione
È carnivoro e si nutre soprattutto di crostacei bentonici e altri pesci ossei.

### Riproduzione
Poco nota; uova e larve sono pelagiche.

## Distribuzione e habitat
Vive su fondali rocciosi in acque profonde, dagli 82 a oltre i 400 m; i limiti esatti del suo areale sono poco noti anche a causa di questo. È stato segnalato dalla Carolina del Sud alla costa nord-est del Brasile ed è presente nell'arcipelago delle Bahamas.

## Conservazione
Questa specie è stata classificata come "a rischio minimo" (LC) dalla lista rossa IUCN nel 2015 perché ha un areale ampio e non sono note particolari minacce per le sue popolazioni. Non è di alcun interesse per la pesca commerciale ed è solo catturata saltuariamente con nasse o durante la pesca a strascico.